# Karl Figdor

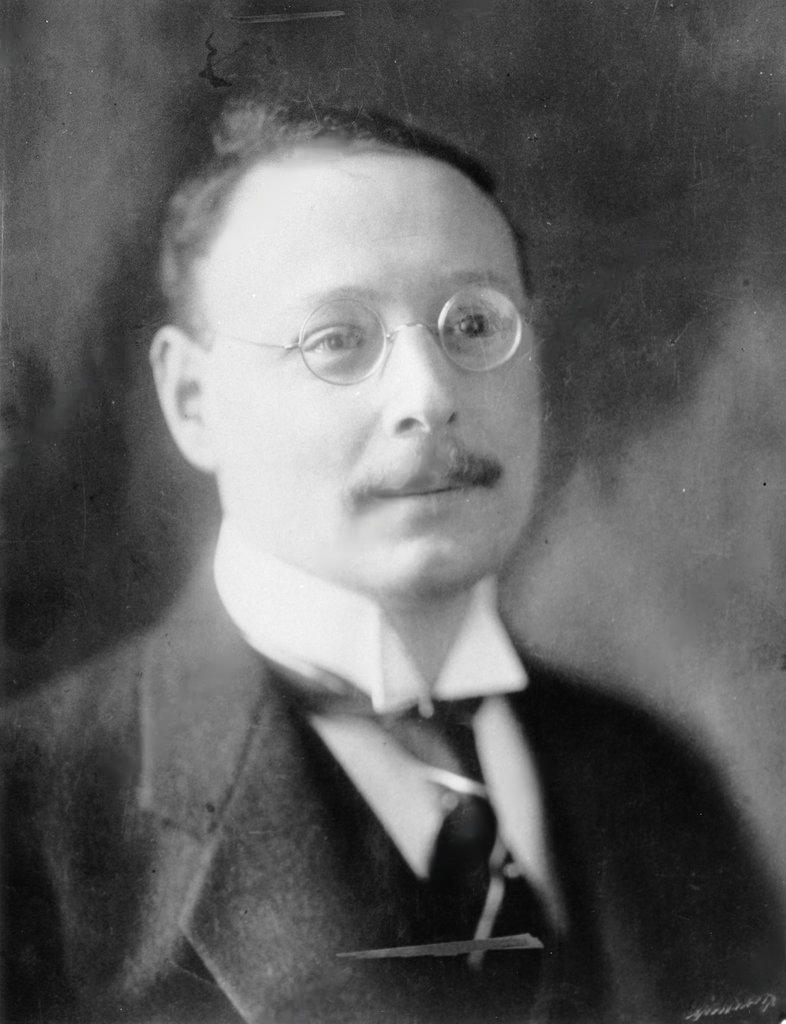
Karl Figdor (1916)

Karl Figdor (auch: Carl Figdor, Pseudonyme: Alex Siegert, Percy Trunx; * 31. August 1881 in Wien, Österreich-Ungarn; † 21. Juni 1957 in Zürich) war ein österreichischer Journalist, Drehbuchautor und Schriftsteller.

## Leben
Karl Figdor entstammte der aus dem Raum Pressburg stammenden jüdischen Familie Figdor. Er ging bereits vor dem Ersten Weltkrieg nach Berlin, wo er als Journalist für das Ressort Außenpolitik der Vossischen Zeitung und des Berliner Tageblatts tätig war. Daneben war er auch Mitarbeiter von Franz Pfemferts Die Aktion. Figdor emigrierte 1935 nach Jugoslawien; 1937 ließ er sich in der Schweiz nieder. Dort arbeitete
er für die Basler Nationalzeitung, den Zürcher Tages-Anzeiger und die Weltwoche.
Figdor verfasste neben seiner journalistischen Arbeit eine Reihe von Abenteuerromanen, von denen allein der Band Die Herrin der Welt eine Auflage von über 100.000 Exemplaren erzielte; das Werk wurde 1919/20 u. a. von dem Regisseur Joe May als Monumentalfilm in acht Teilen verfilmt. Figdor schrieb auch selbst Drehbücher zu deutschen Stummfilmen der 1920er Jahre.
In dem Roman „Die Herrin der Welt“ sah der Rezensent der Vossischen Zeitung das „Urbild des neuen deutschen Abenteuerromans“, der nach seiner Auffassung „darauf bedacht sein“ müsse, die „ganze Fülle technischer Fortschritte . . . unseres Zeitalters . . . in den Dienst der dichterischen Phantasie zu stellen“. Figdor komme dem „Bedürfnis nach Aktualität“ entgegen, bei dem „Telegraph und Telephon kaum noch als vollwertig (gelten), wenn sie noch an Leitungsdrähte gebunden sind“. Gleichzeitig leiste der Roman an „dramatischer Steigerung Unerhörtes“, bis das „grause Geschick“ der titelgebenden Hauptfigur, der „edlen Maud Gregaards“, sich erfüllt habe.

## Werke
- Das schlafende Licht, Wien 1906
- Das Reich von morgen, Berlin [u. a.] 1916
- Die Herrin der Welt, Berlin 1919
- Räuber, Götter und Madame Adèle, Berlin 1927
- Die Fahrt des Sao Jeronymo, Dresden 1929
- Der Narr der Liebe, Berlin 1929
- Der Schatz des Dschinghis Chan, Dresden 1929
- Schiffe und Menschen, Berlin [u. a.] 1929
- Das Sklavenschiff, Dresden 1929
- Die Rache der Maud Gregaards, Berlin 1930
- Der Schatz der Königin von Saba, Berlin 1930
- Der Mann aus dem Nichts, Zürich 1945 (unter dem Namen Alex Siegert)
- Erlebtes Asien, Zürich 1947
- Der Wandel der Auffassungen über die Stellung der Erde im Raum, Wien 1948

## Drehbücher zu Spielfilmen
- 1919: Das goldene Buch
- 1919: Die Brüder von Sankt Parasitus
- 1919: Die schwarze Marion
- 1919: Die Tarantel
- 1919: Der Tintenfischklub
- 1920: Das Lied der Puszta
- 1920: Die einsame Insel
- 1920: Fata Morgana
- 1920: Das Floß der Toten
- 1920: Der Kopf des Gonzales
- 1920: Schiffe und Menschen
- 1920: Der Tanz in den Abgrund
- 1921: Die Trommeln Asiens
- 1922: Der Liebe Pilgerfahrt
- 1924: Soll und Haben

## Übersetzungen
- Ngaio Marsh: Das Todesspiel. Bern 1948 (übersetzt unter dem Namen Percy Trunx)